# Hitman 3
Hitman 3 (стилізовано під Hitman III) — це стелс-гра, розроблена та видана IO Interactive. Стала восьмою основною частиною серії Hitman та третьою і останньою частиною трилогії «Світ убивств» (англ. World of Assassination), після Hitman (2016) та Hitman 2 (2018). Реліз відбувся 20 січня 2021 року. Гра вийшла для платформ Windows, PlayStation 4, PlayStation 5, Xbox One, Xbox Series X / S, Nintendo Switch та Stadia.
Гру анонсовано 11 липня 2020 в рамках презентації PlayStation 5.
У стелс-грі є 6 локацій, серед них Дубай, Дартмур, Берлін, Чунцін, Мендоса та Карпати. Гравці, що мають Hitman (2016) та Hitman 2 (2018) зможуть імпортувати карти, рівні та свій прогрес у Hitman 3.
6 серпня 2020 в рамках заходу State of Play (Sony), анонсовано підтримку грою PlayStation VR.
Також відомо, що на ПК гра є тимчасовим ексклюзивом для Epic Games Store.

## Геймплей
Hitman 3 — це стелс-гра, яка ведеться з точки зору третьої особи, і гравці знову беруть під свій контроль агента-вбивцю "47-го". У грі "47-й" буде їздити по різних місцях та вбивати на замовлення, продовжуючи історію останніх двох ігор. У базовій грі представлено шість нових локацій: Дубай, Дартмур, Берлін, Чунцін, Мендоса та епілог у Карпатах, Румунія.
У міру того, як гравці підвищують рівень майстерності для кожної локації, вони відкривають стартові точки, схованки Агентства і нові предмети, які дають можливість по-новому проходити кожну місію. Прогресу можна досягти, виконуючи завдання або заробляючи XP продуктивності. Продуктивність XP є іншим способом накопичення очок досвіду. Невелика кількість XP надається за виконання миттєвих дій під час проходження, таких як безшумне вбивство когось, приховування тіла або ліквідація жертви. За замовчуванням, продуктивність XP відображатиметься, але це можна ввімкнути або вимкнути в налаштуваннях.
Невловимі цілі — кілька спеціалізованих контрактів, доступні тільки на обмежений час. Ці контракти придумані Square Enix, у них з'явилися нові історії і способи вбивств. Як тільки персонаж помре, або закінчиться час місії, грати в контракт буде неможливо, однак до цього можна перезавантажити контракт у будь-який момент.
Режим контрактів — це спеціальний режим, в якому спільнота або IO Interactive може зробити контракти для загалу. Гравець може вибрати не більше п'яти цілей та вбити їх певним чином. Це дозволяє творцю створювати конкретні (за бажанням) умови виконання договору (наприклад, вбити жертву летальною зброєю ближнього бою, будучи одягненим в маскування охоронця). Гравець може завантажити цей контракт для інших, щоб вони теж могли в нього пограти.
Режим «Загострення» — це контракти, які містять зростаючі труднощі. Вони можуть варіюватися від вбивства жертви певною зброєю, до пограбування сейфів, вбиваючи інших суб'єктів на тому ж рівні.
У грі буде доступна сумісність PlayStation VR у версії PlayStation 4 із підтримкою PlayStation 5 через зворотну сумісність. Функціональність VR також застосовуватиметься із зворотною силою до рівнів, імпортованих із попередніх двох записів. На відміну від Hitman 2, тут не буде багатокористувацьких режимів, оскільки Sniper Assassin буде суто для одного гравця, а Ghost Mode повністю видалений

## Сюжет
За підтримки свого куратора Діани Бернвуд, 47-й поєднується зі своїм давно втраченим другом Лукасом Греєм. Їх кінцева мета полягає в тому, щоб ліквідувати Партнерів «Провіденс», проте доведеться постаратися, оскільки полювання на них самих тільки посилюється. Коли пил осяде, 47-й і світ, в якому він живе, вже ніколи не буде колишнім.
Місія 1: На вершині світу
Після подій "Hitman 2", Агент 47 та Лукас Грей продовжують вистежувати невловимих Партнерів «Провіденс». Вони прямують до Дубаю, щоб проникнути на відкриття Бурдж-аль-Газалі як найвищої будівлі у світі, щоб ліквідувати Партнерів, Алекси Карлайл, Карла Інграма та Маркуса Стюйвесанта. Вони з'ясовують, що Алекса покинула будівлю. Вони стрибають з парашутом у будівлю, і 47-й ліквідує двох інших Партнерів. Артур Едвардс, Константа, знаходить Діану та контактує з нею. Діана розуміє, що смерть Партнерів та контракти Лукаса були організовані самим Константою.
Місія 2: Смерть у родині
Вони дізнаються, що Алекса Карлайл повернулася до свого дому, особняка в Англії. Вона підробила свою смерть і намагається забезпечити свою сімейну спадщину, поки не пізно. Діана повідомляє їм, що «Карлайли» все ще мають контроль над багатьма частинами світу, і що покійний батько Алекси об'єднав три впливові сім'ї «Провіденс». Це означає, що особняк насправді є батьківщиною «Провіденс». Вони прямують до особняка, щоб ліквідувати її та відновити матеріали справи, які вона веде в «Провіденс». Вони дізнаються, що одного з братів Алекси, Захарі Карлайл, було вбито в приміщенні особняка. Алекса найняла приватного слідчого, щоб з'ясувати, хто це зробив. 47-й ліквідує Карлайл і втікає разом з матеріалами справи. Тим часом приватна охорона CICADA, найнята Константом, знайшла Грея. Грей поспіхом каже 47-мому, що Діані більше не можна довіряти, і що йому потрібно знайти Олівію. Лукас каже охоронцю (47-мому під прикриттям): «скажи Константі, щоб він краще тікав» і обеззброює охоронця, перш ніж застрелитися з його пістолета.
Констант особисто відвідує Діану і передає їй матеріали справи, які підтверджують, що 47-й підклав вибухівку, яка вбила її батьків. 47-й, переодягнутий охоронцем CICADA, зв'язується з Олівією, повідомляючи їй, що Грей помер. І каже, щоб вона їхала до Берліну.
Місія 3: Хижак найвищого рівня
47-й їде в клуб у Берліні на зустріч з Олівією, але Олівія каже йому, що вони скомпрометовані, і в клубі є агенти ICA. 47-й ліквідує п'ять агентів ICA до того, як їх посередник відкликає їх. 47-й зустрічає Олівію в покинутій закусочній. Олівія розповідає 47-мому, що дані, які вони мають про Константу, марні. 47-й повідомляє Олівії, що він знає, де ICA зберігає всі дані, і що він хоче розкрити їх для громадськості.
Діана відпочиває в котеджі в лісі, коли їй телефонує Констант. Він каже їй, що вона могла б стати наступною Константою. Каже, що їй знадобиться трохи часу, щоб подумати над цим.
Місія 4: Кінець епохи
47-й направляється до головного сховища даних ICA, що у Чунціні, Китай, під керівництвом людини, яку називають «Хаш». Хаш — колишній кібертерорист Міністерства державної безпеки в Ханданяні, який проводить експерименти з управління свідомістю. Доступ до ядра даних обмежений наглядачами закладу Хашем та Імогеном Ройсом, піонером поведінкового аналізу. Олівія розповідає йому про слабкість протоколу: якщо обидва наглядачі несподівано загинуть за короткий проміжок часу, протокол безпеки змінюється на слабший, який вона може зламати. 47-й ліквідує обох наглядачів. Він витирає всі сліди свого існування та стосунків з Діаною перед тим, як завантажувати дані на некомерційний вебсайт з витоками інформації. Діана каже Константу, що у 47-го є лише одна слабкість: вона сама.
Місія 5: Прощання
Діана влаштовує помилкову зустріч із Провіденсом Геральдом як пастку для 47-го. Коли 47-й приходить її усунути, вона використовує ефірний нейротоксин, щоб вибити 47-го. Вона розповідає 47-мому, що знає, що він зробив з її батьками. Діана каже, що Провіденс використовував 47-го, але вона теж, тому звільняє його. 47-й згадує минулі контракти, які він уклав, тоді як кімната повільно наповнюється кров'ю. 47-й прокидається в ліжку. Констант говорить йому, що Діана була дурною, думаючи, що він уб'є 47-го, і що він хоче залишити його як інструмент для себе. Він підготував ще одну амнестичну сироватку і планує ввести 47 з нею. Він знову падає. Він бачить Грея, який розповідає 47, що токсини Константа відіграють його страхи, і що він повинен протистояти їм якомога довше. 47-й говорить Грею, що Діана хоче, щоб він загинув. Грей каже, що це не так, і що Діана знайшла спосіб обернути силу Едвардса проти нього ж. Він чує, як Діана говорить: «Як тільки ти позбудешся Едвардса, я знищу Провіденс. Це нарешті закінчиться. Все, що тобі потрібно зробити, це прийняти минуле». 47-й ще раз переживає той момент, коли вбиває батьків Діани, ще раз натиснувши кнопку вибухівки.
Місія 6: Недоторканий
47-й знову прокидається в лабораторії Костанта, створений у старому притулку в Румунії. Він сідає на потяг Провіденса і ліквідує Едвардса. Він заходить у ліси Карпатських гір. Діана дивиться новини у своєму котеджі. Ведучий новин стверджує, що багато виконавчих директорів (попередні члени Провіденса) звільнилися з своїх посад дивним чином. Вона бере матеріали справи про смерть батьків і кидає їх у камін. Вона зриває значок Провіденса, журавля з орігамі, і теж кидає його у вогонь
Епілог
Через рік 47-й прогулюється лісом та розмовляє по телефону з Діаною. Він заявляє, що він охоче приєднується до ICA, оскільки це його життя. Діана каже йому: «Ніхто не є недоторканним». Він посміхнувся, перш ніж відповісти: «Добре повернутися».

## Відгуки
Hitman 3 отримав «загалом сприятливі» відгуки, згідно з оглядів Metacritic. IGN дав грі позитивний відгук, написавши: «Багатий, корисний і дуже відтворюваний, Hitman 3 — це чудова частина своєрідного, але улюбленого серіалу стелс-сервісу IO». GamesRadar + дав гру позитивний відгук, написавши «Витончений та розважальний висновок трилогії».

## Майбутнє
В інтерв'ю, проведеному IO Interactive 31 грудня 2020 року, вони підтвердили, що, незважаючи на те, що «Hitman 3» є останньою грою в трилогії «Світ убивць» (англ. World of Assassination), це буде не остання гра у франшизі. Крістіан Елвердам, директор гри, сказав, що поки що відійти від франшизи Хітмана і закрити двері для цієї розділу історії Агента 47 було б доречно.